# Jens Christian Skou
Jeans Christian Skou (Lemvig, 8 ottobre 1918 – Aarhus, 28 maggio 2018) è stato un biochimico danese, premio Nobel per la chimica nel 1997 per la scoperta della prima pompa sodio-potassio, premio vinto unitamente a John Ernest Walker e Paul Delos Boyer, che invece scoprirono il meccanismo enzimatico di sintesi dell'ATP.